# Bobsleje na Zimowych Igrzyskach Olimpijskich Młodzieży 2012 – dwójki dziewcząt
Ślizg bobslejowych dwójek dziewcząt na Zimowych Igrzyskach Olimpijskich Młodzieży 2012 odbyły się 21 stycznia na torze w Igls. Pierwszymi w historii młodzieżowym mistrzyniami olimpijskim zostały Holenderki - Marije van Huigenbosch i Sanne Dekker, srebro wywalczyły reprezentantki Wielkiej Brytanii - Mica McNeill i Jazmin Sawyers. Brąz przypadł drugiej dwójce holenderskiej - Kimberley Bos i Mandy Groot. 

## Wyniki
| Ranking | Nr | Kraj            | Zawodnicy                            | 1. Zjazd | 2. Zjazd | Łączny czas | Strata |
| ------- | -- | --------------- | ------------------------------------ | -------- | -------- | ----------- | ------ |
|         | 4  | Holandia        | Marije van Huigenbosch Sanne Dekker  | 56.04    | 55.58    | 1:51.62     | -      |
|         | 6  | Wielka Brytania | Mica McNeill Jazmin Sawyers          | 56.29    | 55.66    | 1:51.95     | + 0.33 |
|         | 5  | Holandia        | Kimberley Bos Mandy Groot            | 55.95    | 56.20    | 1:52.15     | + 0.53 |
| 4       | 7  | Wielka Brytania | Kirsten Emery Frances Slater         | 56.42    | 55.92    | 1:52.34     | + 0.72 |
| 5       | 1  | Włochy          | Mathilde Parodi Valentina Margaglio  | 56.15    | 56.26    | 1:52.41     | + 0.79 |
| 6       | 2  | Rumunia         | Ana Andreea Constantin Andreea Grecu | 56.42    | 55.52    | 1:52.94     | + 1.32 |
| 7       | 3  | Kanada          | Mercedes Miller Casey Froese         | 57.29    | 57.29    | 1:54.58     | + 2.96 |
| 8       | 8  | Japonia         | Maria Oshigiri Shizuka Uehara        | 57.55    | 57.60    | 1:55.15     | + 3.53 |